# 尚詮
尚 詮（しょう せん、1926年12月23日 - 1990年8月31日）は、昭和の実業家。琉球王国19代尚泰王の四男・尚順の六男。妻は尚弘子。

## 生涯
1926年12月23日、尚泰王の四男・尚順の六男として沖縄県那覇市に生まれたが、その2日後に大正天皇が崩御し元号が昭和に変わる。父や兄の殆どは太平洋戦争による沖縄戦で亡くなるが、当時、宇都宮大学農学部に通っていた詮は戦火を逃れた。1948年同大を卒業後帰沖し、同じく戦火を逃れ尚家の家督を継いでいた兄・誠より松山御殿の財産管理を任される。その傍らで父の死去後途絶えていた桃原農園の復興に着手、後に合資会社として法人化した。1952年にはハワイや東南アジアを回って様々な種類の苗を持ち帰り、桃原農園での植栽、研究を行った。この時持ち帰った苗の中にマカダミアナッツがあり、当時、桃原農園が所有していた伊豆見農園にてこの栽培を日本で初めて成功させたとされている。
琉球新報取締役、沖縄県中小企業団体中央会長、沖縄県林政審議会会長も務めた。1977年・1983年に郵政大臣表彰、1982年に沖縄県知事表彰と建設大臣表彰、1984年に黄綬褒章を受けた。1990年8月31日に63歳で死去。